# Sen Maxena Wlediga
Sen Maxena Wlediga (Breuddwyd Macsen Wledig) je příběh ze středního Walesu pravděpodobně z první poloviny 13. století, který zařadila do svého anglického překladu souboru dvanácti středověkých velšských bájí a pověstí Mabinogi lady Charlotte Guestová.
Příběh je řazen mezi čtyři vyprávění, která jsou někdy souhrnně označována jako národní báje nebo pověsti. Nejstarší text příběhu se nachází v Bílé knize Rhydderchově, a podrobnější v pozdější Červené knize hergetské (obě ze 14. století)..
Příběh je založen na skutečné historické postavě, na římském vojevůdci Magnovi Maximovi, kterého jeho vojáci v Británii roku 383 prohlásili za římského císaře. Maximus je vnímán jako poslední římský císař spravující Británii, protože později odvedl velkou část svého vojska do Galie. Jeho významné postavení ve velšské historii potvrzuje i skutečnost, že od jeho osoby odvozují svůj původ mnohé středověké velšské dynastie.

## Obsah
Vyprávění začíná tím, že římský císař Maxen Wledig pořádá v údolí poblíž Říma lov. V poledne odejde na klidné místo, aby si odpočinul. Jeho družina jej chrání svými štíty, on usne a zdá se mu zvláštní sen (jde o oblíbený literární motiv vyskytující se v mnoha kulturách, ale obzvláště oblíbený byl u Keltů). Ve snu Maxen cestuje přes Alpy a Galii a nakonec přepluje přes Môr Udd (Lamanšský průliv) do Británie. Pak jde na severozápad britského ostrova do Snowdonie, kde v ústí řeky uvidí velký hrad a proti němu krásný ostrov. V jedné síni hradu, zdobené zlatem, stříbrem a drahými kameny, najde dva chlapce hrající gwyddwyll (fidchell, tradiční keltská hra připomínající šachy , dále důstojného šedovlasého starce sedícího na trůnu ze slonoviny, který vyřezává chlapcům figurky do hry, a před ním sedící krásnou dívku oděnou do šatů z bílého hedvábí a ozdobenou šperky z červeného zlata, rubínů a perel. Dívka vstane a jde k Maxenovi. Sotva ale Maxen dívku obejme, probudí jej ze snu zvuk opět se rozbíhajícího lovu.

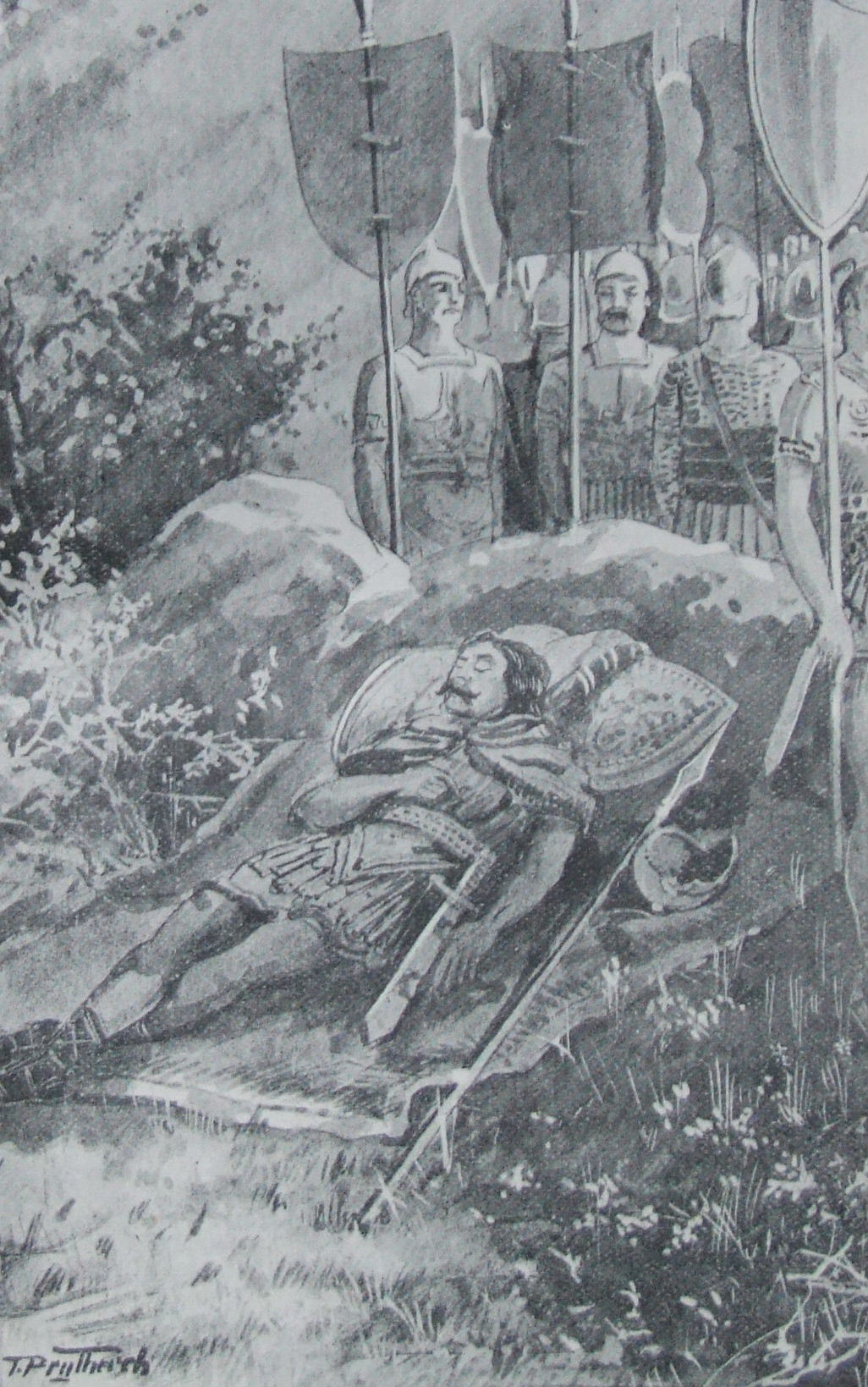
Sen Maxena Wlediga, ilustrace z roku 1906

Maxen se vrátí do Říma, upadne do jakési zamilované strnulosti a myslí pouze na dívku ze snu. Když už se pro jeho nečinnost začne proti němu bouřit římský lid, poradí mu jeho mudrci, aby vyslal své posly do světa dívku hledat. Po roce se poslové vrátí s prázdnýma rukama. Císaři je pak doporučeno, aby se vrátil na místo, kde jeho sen začal a pokusil se určit směr své snové cesty. Maxen toto místo najde a vyšle znovu své posly na cestu. Ti překročí Alpy a podle císařových pokynů nakonec v Británii dorazí ke hradu z jeho snu.
Poslové vstoupí do hradní síně a uvidí tu samou scénu, jakou viděl Maxen ve snu. Jsou zde dva chlapci hrající gwyddwyll, na trůnu sedí důstojný šedovlasý stařec a před ním nádherná dívka. Poslové dívku osloví jako římskou císařovnu a požádají ji, aby s nimi odjela do Říma. Ta to ale odmítne s tím, že jestli jí císař opravdu miluje, musí za ní přijet on.
Po návratu do Říma sdělí poslové Maxenovi vše, co zjistili. Hrad se jmenuje Caer Seint a stojí v Arfonu proti ostrovu Ynys Môn (Anglesey). Dívka se jmenuje Helen a v hradu žije se svým otcem Eudafem Henem a dvěma bratry Cynanem a Adeonem. Když Maxenovi řeknou, že dívka požaduje, aby za ní přijel, Maxen její výzvu uposlechne a vydá se s vojskem do Británie. Po vylodění napadne vládnoucího krále Beliho a jeho syny a donutí je i jejich muže k útěku. Pak najde hrad Caer Seint a ještě v noci se stane Helen jeho ženou. Druhý den ráno Helen požaduje v rámci poplatku agweddi za ztrátu jejího panenství Británii pro svého otce a tři hrady postavené pro ni dle vlastního výběru, největší z nich v Arfonu, další v Caerlionu a Caerfyrddinu. Císař jejím požadavkům vyhoví.
Maxen zůstává ve Walesu sedm let a mezitím se vlády v Římě zmocní vzdorocísař. Maxen se svým vojskem odcestuje zpět na kontinent, obsadí Galii a všechny další země až k Římu. Město však rok neúspěšně obléhá. Pak ale přijdou válečníci z Arfonu vedení Heleninými bratry Cynanem a Adeonem, kteří město pomocí žebříků dobydou a vzdorocísaře zabijí. Město předají Maxenovi, polovina jejich vojska se vrátí do Walesu s Adeonem a ostatní zůstanou s Cynanem v Bretani. Cynan a jeho muži pak ženám vyříznou jazyky, aby jim zabránili kazit jejich řeč.

## Česká vydání
- Sen Maxena Wlediga in Mabinogi: keltské pověsti, Brno: Jan V. Pojer 1944, přeložil Jan Vilikovský.
- Sen Maxena Wlediga in Mabinogi: keltské pověsti. Kladno: Josef Cipra a František Konůpek 1949, přeložil Jan Vilikovský.
- Sen Maxena Wlediga in Mabinogi: keltské pověsti. Praha: SNKLU 1965, přeložil Jan Vilikovský.
- Sen Maxena Wlediga in Mabinogi: keltské pověsti. Brno: Zvláštní vydání 1995, přeložil Jan Vilikovský.

## Poznámka
1. ↑  Překlad lady Charlotty Guestové totiž obsahoval i Příběh Taliesina (Hanes Taliesin), který je v současné době jako pozdější dodatek vynecháván (tento příběh byl zaznamenán až v polovině 16. století a ve vlastní Mabinogi jsou o legendárním bardovi Taliesinovi pouze útržkovité zmínky).